# Бугров, Иван Дмитриевич
Иван Дмитриевич Бугров, (1857 — после 1921) — крестьянин, депутат Государственной думы Российской империи I созыва от Нижегородской губернии.
Крестьянин деревни Ломовка Мотовиловской волости Арзамасского уезда Нижегородской губернии. Малограмотный. Грамоте учился у сельского причта. В течение 15 лет был волостным старшиной. Отказался от этой должности за месяц до выборов. Мелкий землевладелец, хотя и зажиточный крестьянин. Занимался хлебопашеством, имел как надельную, так и собственную землю.
16 апреля 1906 избран в Государственную думу I созыва от общего состава выборщиков Нижегородского губернского избирательного собрания. Беспартийный. Сведения о его политической позиции противоречивы: некоторые источники сообщают, что И. Д. Бугров примыкал к правому крылу, однако трудовики в своём издании «Работы Первой Государственной Думы», отмечая беспартийность Бугрова, на приверженность его к правым не указывают.
Был привлечён к следствию по делу о «Выборгском воззвании» в качестве обвиняемого. Однако ему в ходе следствия удалось предоставить неопровержимое алиби и осуждён Бугров не был. Вместе с ним из 169 обвиняемых оправданы были только двое — С. П. Притула и А. Л. Шемякин.
После революции вплоть до 1921 года И. Д. Бугров был Старшиной Мотовиловской волости.
Дальнейшая его судьба и дата смерти неизвестны.